# ヤツェク・クジノヴェク
ヤツェク・クジノヴェク（ポーランド語: Jacek Krzynówek 、ポーランド語の読みはヤツェク・クシヌヴェク、1976年5月15日 - ）は、ポーランド出身の元同国代表サッカー選手。ポジションはMF（左サイドハーフ）。
「クジノベク」、「ヤセク・クルジノヴェク」、「クルジノベク」、「ヤチェク・クジヌベク」など表記は多数。

## 経歴
1998年11月に親善試合でポーランド代表デビュー。2000年から多くの試合に出場、2002 FIFAワールドカップ、2002 FIFAワールドカップではともにグループステージ全3試合に出場した。2009年までに96試合に出場、15得点をあげた。

## 所属クラブ
- 1994-1996  RKS Radomsko
- 1996-1997  ラクフ・チェンストホヴァ
- 1997-1999  GKSベウハトゥフ
- 1999-2004  1.FCニュルンベルク
- 2004-2006  バイエル・レバークーゼン
- 2006-2008  VfLヴォルフスブルク
- 2009-2010  ハノーファー96

## 代表歴

### 出場大会
- ポーランド代表
  - 1998年11月10日 - A代表初出場（スロバキア戦）
  - 2002年 ワールドカップ（グループリーグ敗退）
  - 2006年 ワールドカップ（グループリーグ敗退）
  - 2008年 欧州選手権（グループリーグ敗退）

### 試合数
- 国際Aマッチ 96試合 15得点（1998年-2009年）[1]

| ポーランド代表 | 国際Aマッチ | 国際Aマッチ |
| 年             | 出場        | 得点        |
| -------------- | ----------- | ----------- |
| 1998           | 1           | 0           |
| 1999           | 0           | 0           |
| 2000           | 8           | 0           |
| 2001           | 10          | 1           |
| 2002           | 7           | 0           |
| 2003           | 10          | 3           |
| 2004           | 10          | 3           |
| 2005           | 8           | 2           |
| 2006           | 11          | 0           |
| 2007           | 10          | 5           |
| 2008           | 13          | 1           |
| 2009           | 8           | 0           |
| 通算           | 96          | 15          |